# Bushehr
Bushehr of Bushire (Perzisch: بوشهر) is een stad in Iran met 195.000 inwoners (2011), gelegen aan de Perzische Golf. Historische transliteraties voor de Perzische naam voor de stad zijn naast de eerder genoemde namen Boucher, Boesjir en Boechier. De stad is de belangrijkste havenstad van het land. Het is tevens de hoofdstad van de provincie Būshehr.

## Geschiedenis
Bushehr is reeds in de Elamitische tijd gesticht. Toen heette de stad Liyan. Ook toen was Liyan een haven- en handelsstad, waar veel handel voor de regio Fars plaatsvond.
Mogelijk lag hier in de tijd van de Seleuciden de stad Antiochië-in-Perzië, maar dit is nooit bevestigd.
In de tijd van de Sassaniden heette de stad Rev Ardashi, naar Ardashir I.
In 1736 werd de huidige stad door Nadir Sjah gesticht. De Vereenigde Oostindische Compagnie kreeg daarop een concessie voor een factorij in november 1737. De factorij bleef open tot oktober 1753. Daarna trok de VOC zich terug naar het eiland Kharg, waar het Fort Mosselstein bouwde en daar nog tot 1766 handel bleef drijven.
In 1763 verleende de Perzische heerser Karim Khan van de Zanddynastie de Britse Oostindische Compagnie het recht om een basis en handelpost te openen in Bushehr. Ook in de 19e eeuw bleef Bushehr een belangrijke handelsstad.
Tijdens de Anglo-Perzische oorlog van 1856 - 1857 werd het enige tijd door de Britten bezet. Ook in 1915 werd het tussen 8 augustus en 16 oktober bezet door het Verenigd Koninkrijk.

## Kerncentrale
Aan de kust ten zuiden van Bushehr staat de enige Iraanse kerncentrale. De centrale is nog in aanbouw en moet in de toekomst het land van kernenergie gaan voorzien. Al in 1975 werd aangevangen met de bouw van deze centrale. Destijds was het Duitsland dat de centrale bouwde. Na de Iraanse Revolutie van 1979 werd de bouw stopgezet.
In 1995 sloot Iran een deal met Rusland, wat de centrale verder af kwam bouwen. De centrale is een onderdeel van het atoomprogramma van Iran en is gebouwd door het Russische staatsbedrijf Atomstroiexport (ASE). In december 2007 kwamen de eerste zendingen met uit Rusland afkomstig nucleair materiaal aan in Bushehr. In augustus 2009 werd het uranium daadwerkelijk in de centrale ingebracht. Het opstarten ging niet probleemloos en het duurde tot mei 2011 voor de centrale werd opgestart. In september 2011 ging het leveren aan het net en twee jaar later werd de centrale commercieel actief.
Op 14 maart 2017 werd gestart met de bouw van een tweede en derde unit, Bushehr 2 en 3. De bouw is wederom in handen van Rosatom's dochterbedrijf Atomstroiexport. Er komen twee VVER-1000 units met een gezamenlijk vermogen van 2100 MW. Als de bouw volgens plan verloopt, worden de eenheden in 2024 en 2026 afgeleverd. Iran rekent voor de bouw op een investering van US$ 9 miljard.

## Geboren
- Mehdi Taremi (1992), voetballer